# Kevin Moran
Kevin Bernard Moran (29 d'abril de 1956) és un exfutbolista irlandès de la dècada de 1980. També practicà el futbol gaèlic.
Fou internacional amb la selecció de la República d'Irlanda amb la qual participà en la Copa del Món de futbol de 1990 i 1994. Pel que fa a clubs, defensà els colors de Manchester United FC i l'Sporting de Gijón.
En el futbol gaèlic va jugar per Good Counsel GAA i Dublin GAA.

## Palmarès
Dublin (futbol gaèlic)
- All-Ireland Senior Football Championship (2): 1976, 1977
- Leinster Senior Football Championship (3): 1975, 1976, 1977

Manchester United (futbol)
- FA Cup (2): 1982-83, 1984-85
- FA Charity Shield (1): 1983